# Elecciones municipales de Guayaquil de 1988
Las Elecciones municipales de Guayaquil de 1988, celebradas el 10 de agosto de ese mismo año, resultaron en la elección de Elsa Bucaram Ortiz, hermana del exalcalde y candidato presidencial Abdalá Bucaram, convirtiéndose en la primera alcaldesa de Guayaquil, siendo su principal contendora Juana Vallejo por la Izquierda Democrática.
Fuentes: